# San Dionisio Ocotepec (kommun)
San Dionisio Ocotepec är en kommun i Mexiko.   Den ligger i delstaten Oaxaca, i den sydöstra delen av landet, 400 km sydost om huvudstaden Mexico City.
Följande samhällen finns i San Dionisio Ocotepec:
- San Dionisio Ocotepec
- Santo Tomás de Arriba
- Las Milpas